# Holma (Kimitoön)
Pour les articles homonymes, voir Holma.
Holma  est un village et une île de l'archipel finlandais à Kimitoön en Finlande.

## Géographie
Holma est située à environ trois kilomètres au sud-ouest de Kasnäs.
Holma  a une superficie de 203 hectares et elle s'étend sur 2,5 kilomètres dans la direction nord-sud et sur 3,2 kilomètres dans la direction est-ouest,.
Le terrain d'Holma est très plat. Le point culminant de l'île se situe à 30 mètres d'altitude.
La population de Holma est concentrée dans la partie sud de l'île le long de la plage de Byviken.
Il y a quelques résidences d'été sur les rivages de l'île, mais les parties intérieures sont principalement forestières.
Dans la partie nord de l'île se trouve le marais de Stormossen.
Holma est desservi par le M/S Stella qui mène à Kasnäs.